# Podevčevo
Podevčevo je naselje u Republici Hrvatskoj, u sastavu Grada Novog Marofa, Varaždinska županija. 

## Stanovništvo
Prema popisu stanovništva iz 2001. godine, naselje je imalo 806 stanovnika te 221 obiteljskih kućanstava.
| broj stanovnika | 342   | 430   | 437   | 486   | 617   | 707   | 722   | 852   | 961   | 947   | 941   | 891   | 899   | 859   | 806   | 737   | 684   |
|                 | 1857. | 1869. | 1880. | 1890. | 1900. | 1910. | 1921. | 1931. | 1948. | 1953. | 1961. | 1971. | 1981. | 1991. | 2001. | 2011. | 2021. |

## Obrazovanje
Područna škola Podevčevo

## Društva i udruge
DVD Podevčevo - dobrovoljno vatrogasno društvo

## Šport
NK Čevo